# Rips (textiel)

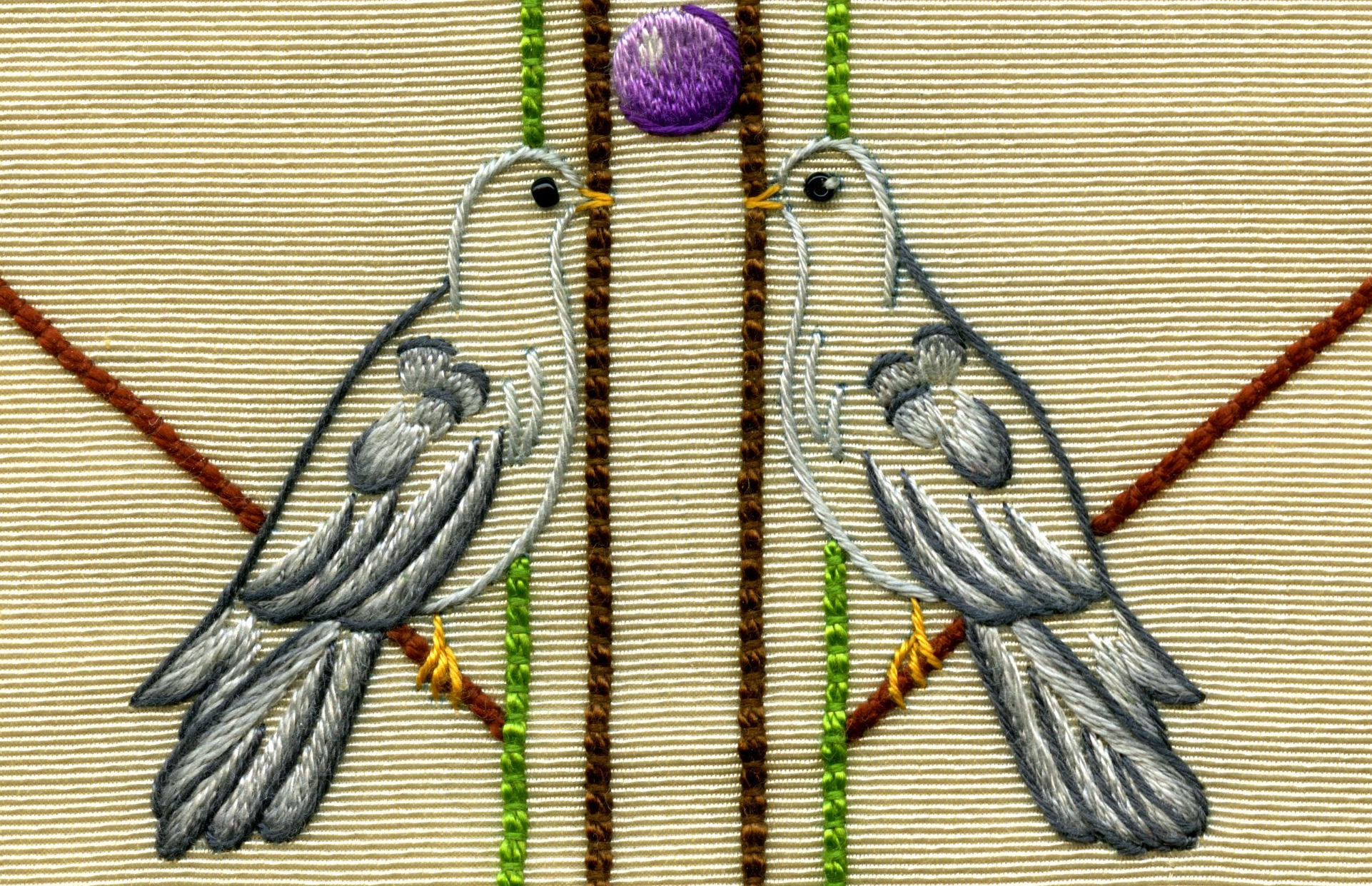
Borduurwerk op een ondergrond van zijden rips.

Rips, ribs of  ripsweefsel is een geweven stof in een afgeleide effenbinding waarbij: 
- De inslagdraden zijn vermeerderd of een dikke inslagdraad wordt gebruikt, waardoor ribbels in het weefsel ontstaan. De ribbels lopen over de gehele breedte van het weefsel, van zelfkant tot zelfkant. Omdat men wel de ketting en niet de inslag ziet, spreekt men van kettingrips, ook wel breedterips. Dit is de meest gebruikte soort rips.
- De kettingdraden zijn vermeerderd, een dikke kettingdraad wordt gebruikt, of twee of meer naast elkaar gelegen kettingdraden binden tegelijk de inslag. De hierdoor gevormde ribbels liggen in de lengterichting van het weefsel. Omdat men wel de inslag en niet de ketting ziet, spreekt men van inslagrips, ook wel lengterips.

Enkele soorten rips:

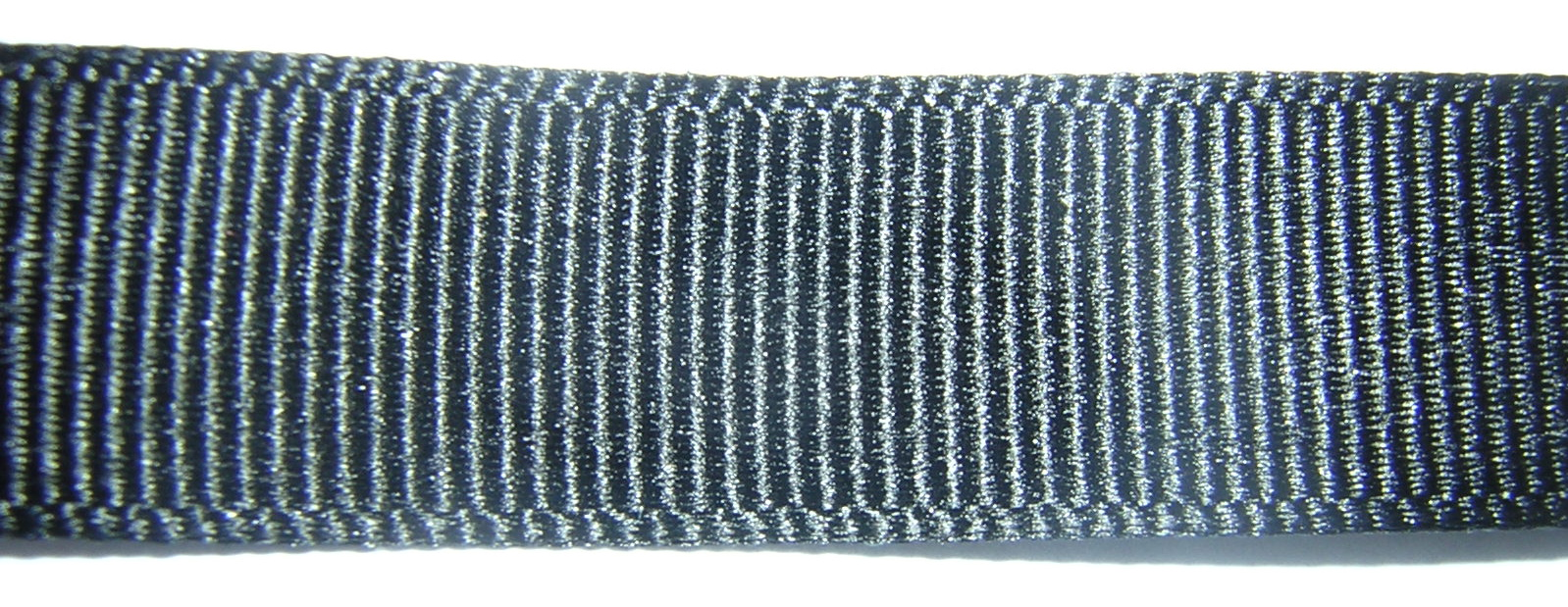
Zijden lint in gros grain.

- Cannelé: Gladde ripsbinding. Opvallende ribbels in lengte- of dwarsrichting.
- Popeline (poplin): Algemene benaming voor kettingripsen. Sterke stof, oorspronkelijk met fijne zijden ketting en dikkere kamgaren inslag (Irish poplin), nu ook van andere garens, van wol, katoen, rayon of elk mogelijk mengsel.
- Gros de Tours: Zijden kettingrips met zwak ribbeleffect, waarbij steeds twee draden in dezelfde sprong zijn gebracht.
- Gros de Naples: Zijden kettingrips met zwak ribbeleffect, waarbij de ketting uit twee- of driedraads garen bestaat, de inslag uit drie- of vierdraads garen.
- Faille: zijden kettingrips met smalle ribbeltjes en grote kettinghoogte. Faille-Français heeft platte ribbels.
- Gros grain (Grosgrain, Gros-grain): Een kettingrips met een zwaardere inslag dan bij popeline, maar lichter dan bij faille. Gros grain heeft een mat uiterlijk met weinig glans, maar is heel sterk. Gros grain kan gemaakt zijn van wol, zijde of combinaties daarvan.